# Aéroport Bert-Mooney
Pour les articles homonymes, voir BTM.
L'aéroport Bert-Mooney, en anglais Bert Mooney Airport, (code IATA : BTM • code OACI : KBTM) est un aéroport domestique qui dessert la ville de Butte (se prononçant en anglais [bjut]), siège du comté de Silver Bow, dans une région montagneuse au sud-ouest de l'État du Montana, aux États-Unis. Il est situé à environ cinq kilomètres (trois milles) au sud-est du centre-ville. Son altitude est de 1 692 mètres (5 550 pieds). Le nom de l'aéroport fait honneur depuis 1972 à Bert Mooney, un aviateur de Butte, le premier, en 1935, à transporter du courrier par voie aérienne dans le parc national de Yellowstone. Auparavant, de l'ouverture de l'aéroport en 1926 à 1960, il est le Butte Municipal Airport, puis de 1960 à 1972, le Silver Bow County Airport. 

## Accident
Le 22 mars 2009, un monomoteur Pilatus PC-12 en provenance d'Oroville en Californie s'écrase sur le cimetière d'Holy Cross, qui borde l'ouest de l'aéroport, et prend feu. Toutes les quatorze personnes à bord (alors que la limite autorisée est de dix) sont tuées, dont sept enfants. 

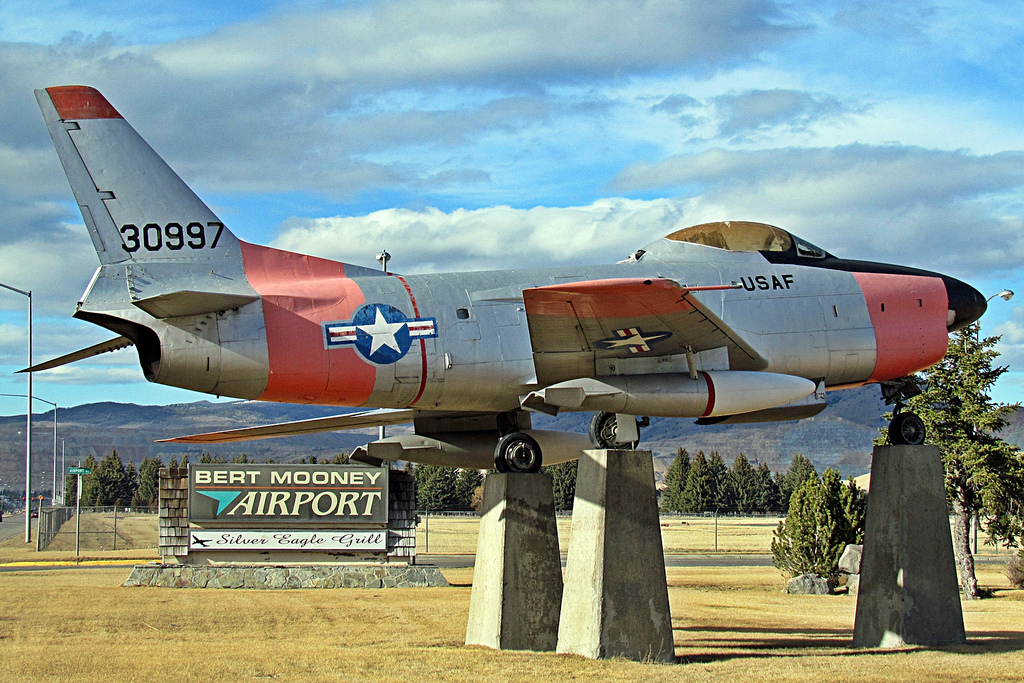
À l'entrée de l'aéroport, (au coin de Harrison Avenue et Airport Road), est exposé en tant que monument un ancien North American F-86 Sabre de l'USAF.